# عبد الله الكمالي
حمدان الكمالي (مواليد 9 ديسمبر 1989، لاعب كرة قدم إماراتي .
لعب مع أندية الوصل والأهلي و الشارقة وكانت له تجربة احترافية مع نادي أتلتيكو باراناينسي البرازيلي.

## روابط خارجية
- عبد الله الكمالي على موقع قاعدة بيانات كرة القدم.إي يو (الإنجليزية)
- عبد الله الكمالي على موقع Soccerway.com (الإنجليزية)